# Metabalta
Metabalta es un género de arácnido  del orden Opiliones de la familia Gonyleptidae.

## Especies
Las especies de este género son:
- Metabalta albipes
- Metabalta efformata
- Metabalta geniculata
- Metabalta hostilis
- Metabalta tuberculata